# Diaphorus meijeri
Diaphorus meijeri är en tvåvingeart som beskrevs av Octave Parent 1933. Diaphorus meijeri ingår i släktet Diaphorus och familjen styltflugor. Inga underarter finns listade i Catalogue of Life.